# Giacomo Galanda
Giacomo Galanda, detto Gek (Udine, 30 gennaio 1975), è un ex cestista e dirigente sportivo italiano.

## Caratteristiche tecniche
Ala grande di 210 centimetri per circa 110 chili di peso, è stato un lungo moderno con un buon tiro dalla distanza. Dan Peterson paragonò successivamente il suo stile di gioco a quello di Dirk Nowitzki.

## Carriera

### Giocatore

#### Club

Galanda nel 1999 dopo lo scudetto vinto con Varese

Iniziò a giocare nella natìa Udine, nel settore minibasket dell'Udine Basket Club (UBC Legno Nord) con coach Alberto Martelossi. All'età di sedici anni volò negli Stati Uniti per frequentare, tramite un programma di scambi interculturali, la Pocahontas High School nello stato dell'Iowa. Dopo questa esperienza sarebbe potuto passare al college, tuttavia decise di accettare la proposta del friulano Andrea Fadini, che all'epoca era general manager della Scaligera Verona.
Tornò dunque in Italia in vista della stagione 1993-94, durante la quale collezionò le prime presenze in Serie A1, sotto la guida tecnica di coach Franco Marcelletti. Nel corso del campionato successivo il suo utilizzo aumentò notevolmente, tanto da partire titolare in più della metà delle partite in calendario: tra regular season e play-off segnò 6,9 punti in 20,1 minuti a partita. Insieme alla squadra veneta raggiunse nel 1995-96 la finale di Coppa Italia (persa contro la Stefanel Milano), mentre nel 1996-97 arrivò la vittoria della Supercoppa italiana 1996 e la sconfitta nella finale di Eurocoppa contro il Real Madrid.
La sua permanenza in gialloblu durò complessivamente quattro stagioni.
Nel giugno 1997 venne formalizzato il suo acquisto da parte della Fortitudo Bologna. Al suo primo anno in Emilia tuttavia venne utilizzato prevalentemente da riserva di Gregor Fučka e incise poco, con 2,4 punti in 10,0 minuti di media in regular season, poi scesi a 0,8 punti in 5,8 minuti nei play-off.
Visto il basso minutaggio, nell'agosto 1998 la dirigenza fortitudina lo cedette in prestito annuale alla Pallacanestro Varese, dove ritrovò i compagni di nazionale Pozzecco, Meneghin, De Pol e Zanus Fortes. Nell'arco della stagione partì dalla panchina dietro a De Pol in gran parte delle occasioni, tuttavia riuscì ugualmente a ritagliarsi uno spazio tra i protagonisti della squadra che vinse, a sorpresa, il decimo scudetto nella storia del club. Nello specifico, Galanda contribuì con 8,1 punti e il 41,0% da tre (16/39) in 20,9 minuti di utilizzo medio, mentre nelle 11 gare dei play-off viaggiò a 8,8 punti con il 61,5% da tre (8/13 complessivo) in 21,0 minuti di media.

Galanda esulta per la Fortitudo Bologna nella stagione 2002-03

Terminato il prestito, Galanda fece ritorno alla Fortitudo, che nel frattempo aveva ingaggiato proprio l'allenatore dello scudetto varesino ovvero coach Carlo Recalcati. I due riuscirono a centrare nuovamente lo scudetto vinto l'anno prima in Lombardia, visto che i biancoblu bolognesi chiusero il campionato 1999-2000 laureandosi campioni d'Italia per la prima volta nella storia. L'apporto dell'ala friulana in quell'annata fu, tra regular season e play-off, di 7,0 punti in 18,6 minuti a gara, complice anche la presenza dell'ala grande titolare Gregor Fučka. L'anno successivo, sempre sotto la guida tecnica di Recalcati, la squadra non riuscì a vincere nulla visto che sia il campionato che la Coppa Italia che l'Eurolega vennero vinti dai rivali concittadini della Virtus: il contributo medio di Galanda in quel campionato fu di 7,2 punti in 19,8 minuti. Nel 2001-02 la Fortitudo, allenata da Matteo Boniciolli, concluse la regular season al primo posto, ma la stagione si rivelò essere nuovamente priva di titoli. Complice anche la partenza di Fučka, nel 2002-03 Galanda iniziò a ritagliarsi un posto stabile nel quintetto titolare, tanto che chiuse quel campionato con 12,2 punti di media e 28,3 minuti a partita.
Nell'estate 2003, in scadenza di contratto, firmò con la Montepaschi Siena, ritrovando nuovamente Carlo Recalcati come allenatore. Così come già accaduto ad entrambi sia a Varese che a Bologna, anche la stagione 2003-04 si concluse con la conquista dello scudetto, il quale fu il primo di sempre per il club biancoverde. In quella stagione Galanda fu perlopiù l'ala grande titolare, con un apporto che in campionato fu di 7,8 punti in 21,2 minuti nelle 43 partite giocate tra regular season e play-off. Mantenne il posto in quintetto anche l'anno seguente, nel quale i toscani vinsero però solo la Supercoppa italiana.
Lasciato libero dall'opera di rinnovamento compiuta dalla dirigenza senese dopo un'annata giudicata deludente, Galanda approdò nel luglio 2005 all'ambiziosa Olimpia Milano targata Armani Jeans. A Milano, in campionato, a livello personale realizzò 7,8 punti in 22,6 minuti di media. La squadra si classificò settima in regular season e uscì ai quarti di finale contro la Benetton Treviso, mentre in Eurolega chiuse il proprio girone all'ottavo e ultimo posto, fallendo l'accesso alle Top 16. Quella fu l'unica stagione di Galanda con la canotta dell'Olimpia, poiché il suo contratto in scadenza non venne rinnovato.
In vista del campionato 2006-07, Galanda fece ritorno alla Pallacanestro Varese a otto stagioni di distanza dalla storica annata del decimo scudetto, anche se il club nel frattempo non lottava più per i primi posti della classifica già da alcuni anni. Nel 2007-08 il trentatreenne Galanda fu il miglior marcatore dei biancorossi per punti totali (385 in 32 gare, 12,0 di media) così come fu il giocatore con più minuti complessivi all'attivo (935, per 29,2 di media), in un'annata piuttosto travagliata per la squadra (con cambi di giocatori, allenatori e dirigenti) che si concluse con il penultimo posto e la retrocessione in Legadue. La risalita nella massima serie fu però immediata, con Galanda che, rimasto in rosa, contribuì con 14,3 punti a partita, tirando con il 58,4% da due e il 39,7% da tre. Nel frattempo confermò la sua tendenza degli ultimi anni che lo portò a giocare maggiormente sotto canestro rispetto a quanto avesse fatto in passato in carriera. Il campionato 2010-11, concluso dalla squadra con la seconda qualificazione consecutiva ai play-off di Serie A, fu l'ultimo disputato da Galanda a Varese. In quella stagione mise a referto 5,2 punti in 14,7 minuti a gara.
Nell'agosto 2011 sottoscrisse un accordo biennale con il Pistoia Basket 2000, formazione all'epoca militante nel campionato di Legadue. La sua prima stagione in Toscana si concluse con una sconfitta alle finali play-off contro Brindisi, ma l'anno seguente i biancorossi centrarono la promozione in Serie A conquistando l'unico posto disponibile dalla Legadue 2012-2013. In quella stagione l'ala fruilana realizzò, da capitano, 10,3 punti di media in regular season e 4,8 ai play-off. Con la canotta pistoiese si ritirò dal basket giocato al termine del campionato di Serie A 2013-14, nel quale totalizzò 3,6 punti in 12,0 minuti di media tra regular season e play-off.

#### Nazionale
Galanda è stato un giocatore della nazionale italiana dal 1997 al 2007. Tra i suoi successi in maglia azzurra ci sono l'argento agli Europei del 1997, l'oro agli Europei del 1999 e il secondo posto alle Olimpiadi del 2004, manifestazione in cui è stato inserito nel quintetto ideale.

### Dirigente
Terminata la sua carriera da giocatore, restò a Pistoia con mansioni di dirigente e diede vita al progetto "Academy". Dal gennaio 2017 è consigliere federale della Federazione Italiana Pallacanestro. Il 5 giugno 2018 entrò ufficialmente nel consiglio di amministrazione del Pistoia Basket 2000.
Per il quadriennio olimpico 2021-2024, Galanda venne rieletto come consigliere federale ed venne nominato responsabile del settore scuola e coadiuvatore di Gaetano Laguardia, responsabile nazionale pallacanestro 3x3.

## Statistiche
Questi i suoi record personali nella Lega A1:
- Punti  29 @ Air Avellino (29/09/2002)
- Tiri da due realizzati 9 vs. Lottomatica Roma (03/06/2003)
- Tiri da due tentati 14 @ Scavolini Pesaro (26/02/1995)
- Tiri da tre realizzati 6 @ Upea Capo d'Orlando (05/03/2006)
- Tiri da tre tentati 10 vs. Tisettanta Cantù (02/12/2007)
- Tiri liberi realizzati 9 vs. Oregon Scientific Cantù (22/05/2003)
- Tiri liberi tentati 12 vs. Armani Jeans Milano (11/11/2007)
- Rimbalzi offensivi 6 (2 volte)
- Rimbalzi difensivi 13 vs. Snaidero Udine (13/01/2008)
- Rimbalzi totali 14 vs. Snaidero Udine (13/01/2008)
- Assist 6 vs. Varese Roosters (29/01/2001)
- Palle recuperate 7 @ Fabriano Basket (27/10/2002)
- Schiacciate 3 vs. Telemarket Roma (09/02/1997)
- Minuti giocati 40 @ Air Avellino (29/09/2002)

## Palmarès

### Club
- Campionato italiano: 3

Pallacanestro Varese: 1998-99
Fortitudo Bologna: 1999-2000
Mens Sana Siena: 2003-04
- Coppa Italia: 1

Fortitudo Bologna: 1998
- Supercoppa italiana: 2

Scaligera Verona: 1996
Mens Sana Siena: 2004
- Legadue: 2

Pallacanestro Varese: 2008-09
Pistoia Basket 2000: 2012-13

### Nazionale
- Olimpiadi:
 Atene 2004
- Europei: 
 Francia 1999
 Spagna 1997
 Svezia 2003

### Individuale
- MVP Supercoppa italiana: 1

 Scaligera Verona: 1996